# ビッグカフナバーガー
ビッグカフナバーガー（英: Big Kahuna Burger）は、『フォー・ルームス』、『デス・プルーフ in グラインドハウス』、『パルプ・フィクション』、『レザボア・ドッグス』、『フロム・ダスク・ティル・ドーン』など、クエンティン・タランティーノとロバート・ロドリゲス製作の映画に登場する架空のハワイアンファーストフードチェーン店。パッキングはタランティーノの旧友、Jerry Martinezが担当した。  
タランティーノの故郷であるテネシー州ノックスビルに所在するいくつかのレストランでは、「ビッグカフナバーガー」という名前のバーガーが販売されている。  

## 登場作品
| 作品名                                       | 年     | 備考                                         | 出典   |
| -------------------------------------------- | ------ | -------------------------------------------- | ------ |
| レザボア・ドッグス                           | 1992年 | 監督・脚本どちらもタランティーノ             | [ 9 ]  |
| パルプ・フィクション                         | 1994年 | 監督・脚本どちらもタランティーノ             | [ 9 ]  |
| フォー・ルームス                             | 1995   | 監督・脚本どちらもタランティーノとロドリゲス | [ 9 ]  |
| フロム・ダスク・ティル・ドーン               | 1996年 | 監督はロドリゲス、脚本はタランティーノ       | [ 9 ]  |
| ロミーとミッシェルの場合                     | 1997年 | 主演はミラ・ソルヴィノ                       | [ 10 ] |
| シャークボーイ&マグマガール 3-D              | 2005年 | 監督・脚本どちらもロドリゲス                 | [ 9 ]  |
| デス・プルーフ in グラインドハウス           | 2007年 | 監督・脚本どちらもタランティーノ             | [ 9 ]  |
| フロム・ダスク・ティル・ドーン ザ・シリーズ  | 2014年 | 開発はロドリゲス                             | [ 11 ] |
| ワンス・アポン・ア・タイム・イン・ハリウッド | 2019年 | 監督・脚本どちらもタランティーノ             | [ 12 ] |